# Hetairikoi dialogoi
Hetairikoi dialogoi (altgriechisch Ἑταιρικοὶ διάλογοι ‚Hetärengespräche‘) ist der Titel einer Sammlung von fünfzehn dialogischen Miniaturen des Lukian von Samosata, geschrieben wahrscheinlich nach 160 n. Chr.
Die kleinbürgerliche Halbwelt Athens (Hetären, ihre Liebhaber, Nebenbuhlerinnen, Quacksalber, Matrosen) tritt in Alltagsdramen voller Sorgen, Sentimentalität und Komik auf, ihre Akteure reden die attische Gossensprache. Die voneinander unabhängigen Genreszenen drehen sich um den an eine andere Frau verlorenen Freund (1); um den Liebhaber, der womöglich heiraten wird (2); um einen ganzen Eifersuchtsreigen (3, 12); um die syrische Zauberin, die das Objekt des Verlangens verliebt machen soll (4); um die Freuden der Homoerotik (5); um die Feinheiten des Hetärenmetiers und die Psychologie der Kundschaft (6, 7, 8); um die heimkehrenden angeblichen Kriegshelden (9, 13, 15); um die Philosophie, die liebesunlustig macht (10); um die Rückgewinnung eines untreuen Liebhabers (11); oder auch um den armen Matrosen, den seine Angebetete wegjagt, weil er immer nur Zwiebeln, Käse und Heringe schenkt (14).
Obwohl die Hetairikoi dialogoi nicht datiert sind, lässt sich darauf schließen, dass sie zur Schaffensperiode nach seiner Akme gehören, in der Lukian nach eigener Aussage Abschied von der sophistischen Epideiktik (Genre der reich ausgeschmückten Fest- und Preisreden) nahm und sich in neuen literarischen Formen versuchte. Das gefällige Kurzgespräch voll Witz und derber Milieuschilderung ist ein unverwechselbar eigener Stil des Lukian. Diese kleine Form, in der sich sokratischer Dialog und Motive der Neuen Komödie Menanders verbinden, erscheint neben den Hetairikoi dialogoi in den Theon dialogoi ‚Göttergesprächen‘, den Enalioi dialogoi ‚Meergöttergesprächen‘ und im Prometheus. Sie erlaubt die versöhnliche Kritik, sowohl an den Ungereimtheiten und grotesken Seiten der griechischen Götterwelt wie auch an den nur allzu verständlichen Schwächen der Menschen. (In den späten, allerdings auch schon stark menippeisch geprägten Nekrikoi dialogoi ‚Totengesprächen‘ wird dann ein bissigerer Ton angeschlagen.)
Der erste Druck erschien 1494 in Florenz, die erste deutsche Übersetzung stammt von Christoph Martin Wieland (er hat den fünften Dialog wegen des Themas der homosexuellen Liebe unübersetzt gelassen) aus dem Jahr 1788. Die Hetärengespräche stehen am Anfang einer literarischen Tradition. Ihr Motiv, das Gespräch unter Prostituierten über Sorgen und Nöte ihres Lebens, wurde von Pietro Aretino für seine Kurtisanengespräche (erschienen 1554–1556) aufgenommen und setzt sich bis in die Moderne fort, so in Heinrich Zilles Hurengesprächen (erschienen 1913).

## Ausgaben (Auswahl)
- Lukian: Gespräche der Götter und Meergötter, der Toten und Hetären (= Universal-Bibliothek 1133). In Anlehnung an Christoph Martin Wieland übersetzt und herausgegeben von Otto Seel. Philipp Reclam jun., Stuttgart 1967, ISBN 3-15-001133-7.
- Lukian: Hetärengespräche. Übertragen von Carl Fischer. Mit 33 Zeichnungen von Bele Bachem. Emil Vollmer Verlag, Wiesbaden o. J.
- Die Hetärengespräche des Lukian. Deutsch von Franz Blei, mit 15 Bildern von Gustav Klimt. J. Zeitler, Leipzig 1907